# Towarzystwo Przyjaciół Ziemi Kunowskiej
Towarzystwo Przyjaciół Ziemi Kunowskiej – regionalne stowarzyszenie założone w 2000 roku z inicjatywy Wandy Wesołowskiej, którego głównym celem jest ochrona dóbr kultury i tradycji, upowszechnianie zabytków przyrodniczych i historycznych, rozwijanie aktywności społeczno-kulturalnej mieszkańców, promocja regionu oraz realizacja zadań z zakresu kultury i sztuki.
Teren działania stowarzyszenia obejmuje nie tylko miasto Kunów i miejscowości gminy, ale również obszary kiedyś leżące w granicach administracyjnych Kunowa oraz te, z którymi łączy je historyczna przeszłość. Obecnym prezesem Towarzystwa jest Mirosław Radomski wybrany na walnym zebraniu 13.03.2010 roku. Dotychczasowa prezes Ida Nowakowska-Łapa zrezygnowała ze stanowiska na początku 2009 roku.

## Działania podejmowane przez Towarzystwo
- Konserwacja zabytków kamieniarskich:
  - 2004 – konserwacja nagrobka Franciszka Fornalskiego na cmentarzu parafialnym w Kunowie
  - 2005 – konserwacja nagrobka rodziny Czerwińskich z 1822 r. na cmentarzu parafialnym w Kunowie
  - 2006 – konserwacja figury św. Jana Nepomucena przy moście nad rzeką Kamienną
  - 2008 – konserwacja nagrobka księdza prałata Jana Jopowicza z 1893 r. – proboszcza kunowskiego, dziekana Kolegiaty Opatowskiej
  - prace renowacyjne na cmentarzu w Kunowie – naprawa 3 nagrobków, wypoziomowanie płyt nagrobnych
  - 2013 – konserwacja kamiennej płyty nagrobnej znajdującej się w murze przykościelnym, konserwację przeprowadziła Pracownia Konserwacji Dzieł Sztuki s.c. Małgorzata Osełka, Paweł Osełka
  - 2017 – konserwacja pomnika poświęconego Tadeuszowi Kościuszce, 100 lat po ufundowaniu przez mieszkańców Kunowa oraz w 200-setną rocznicę śmierci Kościuszki, renowację pomnika zrealizowano w ramach zadania "Renowacja Pomnika Tadeusza Kościuszki" i dofinansowano ze środków Ministerstwa Kultury i Dziedzictwa Narodowego w ramach Programu Wspieranie opieki nad miejscami pamięci i trwałymi upamiętnieniami w kraju oraz datkom lokalnej społeczności
- Rzeźby ufundowane przez Towarzystwo:
  - 2003 – rzeźba Kamieniarza wykonana przez Eugeniusza Cierluka
  - 2004 – rzeźba Ucznia wykonana przez Zbigniewa Skwirowskiego
  - 2007 – pomnik pamiątkowy w Kolonii Inwalidzkiej
- Ponadto TPZK organizuje kwesty, konkursy plastyczne, imprezy i spotkania tematyczne

## Publikacje wydane przez Towarzystwo
- 2001 – Zarys dziejów Kunowa nad Kamienną
- 2002 – Rys Historyczny Nietuliska
- 2002 – Kamieniarstwo w Kunowie
- 2003 – Kalendarz na rok 2004 pt. Szkolnictwo w Kunowie 1504-2004
- 2004 – Starożytne "huty" żelaza w Kunowie
- 2004 – 500-lecie Szkolnictwa w Gminie Kunów 1504-2004
- 2005 – wydanie kart pocztowych dotyczących Kunowa i regionu
- 2006 – wydanie dwóch numerów publikacji regionalnej pt. Ziemia Kunowska
- 2007 – wydanie dwóch kolejnych numerów publikacji regionalnej pt. Ziemia Kunowska
- 2008 – wydanie 5. numeru publikacji regionalnej pt. Ziemia Kunowska

## Kunowskie Zaduszki Muzyczne
Od 2008 roku TPZK jest organizatorem Kunowskich Zaduszek Muzycznych. Wydarzenie muzyczne odbywa się cyklicznie w listopadzie.